# Air Transat-vlucht 236
Air Transat vlucht 236 was een lijnvlucht van Toronto Pearson International Airport naar Luchthaven Portela, Lissabon, die op 24 augustus 2001 door Air Transat werd uitgevoerd met een Airbus A330-243. Boven de Atlantische Oceaan kwam het vliegtuig zonder brandstof te zitten. De piloten wisten het toestel echter veilig aan de grond te zetten op de Azoren. Er vielen geen doden.

## Het incident

### Voorgeschiedenis
Vlucht 236 steeg om 0.52 uur UTC (20.52 uur lokale tijd) op van Toronto Pearson. Er waren 293 passagiers aan boord, en 11 stewards/stewardessen. De gezagvoerder was Robert Piché, en de copiloot was Dirk de Jager.
Het vliegtuig was een Airbus A330-243, gebouwd in 1999. Er konden maximaal 362 passagiers in vervoerd worden. Toen het vliegtuig vertrok uit Toronto had het 47,9 ton brandstof aan boord, 5,4 ton meer dan vereist was voor deze vlucht.

### Zonder brandstof
Na ongeveer vier uur vliegen, om 4:38 UTC, ontstond er een brandstoflek in motor 2, en 25 minuten later zond de A330 twee waarschuwingen uit: ENG 2 OIL LOW TEMP en OIL HIGH PRESSURE, ofwel lage olietemperatuur en hoge oliedruk in motor 2. Dit waren zulke ongebruikelijke waarschuwingen dat Piché en De Jager dachten dat het een bug was. Het via de radio geraadpleegde onderhoudspersoneel van Air Transat kon alleen het advies geven om het brandstofverbruik goed in de gaten te houden. Het vliegtuig bleef doorvliegen richting Portugal.
Om 5:33 UTC volgde een nieuwe waarschuwing: FUEL IMBALANCE. Dit betekende dat het brandstofniveau in de tank boven motor 2 een stuk lager was dan in de tank boven motor 1. De piloten pompten daarom via de crossfeed valve brandstof van de tank van motor 1 naar die van motor 2. Zonder dat ze het wisten pompten ze hierdoor brandstof naar het lek.
Aangezien de situatie niet verbeterde besloten de piloten 12 minuten later, om 5:45, om uit te wijken naar Lajes Air Base op Terceira. Even later werd ook een brandstofnoodgeval gemeld.
Om 6:13 begon motor 2 te haperen en viel uit. Piché gaf onmiddellijk maximaal vermogen op motor 1. Deze viel echter 13 minuten later ook uit (om 6:26). Er werd een Mayday doorgegeven.

### Zweefvliegen naar Terceira
Doordat de motoren waren uitgevallen was de A330 een zweefvliegtuig geworden. De motoren leveren normaal gesproken ook het vermogen dat nodig is om de hydraulische systemen te gebruiken, die essentieel zijn om het vliegtuig te besturen. Airbus had echter een back-upsysteem in de A330 geïnstalleerd: een ram air turbine. Deze propeller komt uit de romp, draait in de wind en levert zo een kleine hoeveelheid vermogen om het vliegtuig te kunnen besturen. Ook de radio en enige belangrijke meters werden zo van stroom voorzien.
Piché bestuurde het vliegtuig, terwijl De Jager de daalsnelheid in de gaten hield. Hij ontdekte dat het vliegtuig ca. 20 minuten zou kunnen vliegen voor het op het water zou moeten landen. De Azoren waren nog te bereiken.
Toen het vliegtuig bij Lajes aankwam, vloog Piché nog een aantal rondjes om hoogte te verliezen. De snelheid nam hierbij sterk toe, tot circa 200 knopen (370 km/h), hoewel de flaps en het landingsgestel beide uitgeklapt waren. (Voor een landing met de A330 wordt een snelheid van 120 à 140 knopen (185 à 220 km/h) meestal als veilig beschouwd.) Desalniettemin landde het vliegtuig veilig om 6:45 UTC, 19 minuten nadat de laatste motor was uitgevallen. Er klapten enkele banden door het gebruik van de noodremmen. Achttien inzittenden raakten gewond.

## Onderzoek
Het onderzoek liet zien dat tijdens onderhoud aan motor 2 een hydraulische leiding was vervangen. Deze leiding was afkomstig uit een ouder vliegtuig, omdat men niet wilde wachten op een originele leiding. De leiding die gebruikt was paste echter niet helemaal goed in dit vliegtuig: hij lag nu te dicht bij een brandstofleiding. Door trillingen in de hydraulische leiding kon de brandstofleiding scheuren. Air Transat accepteerde de verantwoordelijkheid voor het ongeluk, en moest 250.000 Canadese dollar betalen, de hoogste boete die ooit in Canada was gegeven.
Aangezien het vliegtuig veilig was geland en er maar enkele gewonden waren, werden de piloten door de Canadese pers als helden ontvangen. Het officiële onderzoeksrapport bevond de piloten echter schuldig, omdat ze Lajes hadden kunnen bereiken met meer dan voldoende brandstof, als ze de meldingen van de computer serieus zouden hebben genomen.

## Vergelijkbare ongelukken
- Gimli-zweefvliegtuigincident - door een foutieve berekening van de hoeveelheid brandstof aan boord van de Boeing 767 raakte het toestel zonder brandstof. Het maakte een geslaagde noodlanding op de voormalige luchtmachtbasis Gimli.
- US Airways-vlucht 1549 - door aanvaring met een vlucht vogels (direct na de start uit New York) vielen beide motoren uit van de Airbus A320. Het vliegtuig maakte een geslaagde noodlanding op het water van de Hudson.

## Trivia
- Om drukte te vermijden, werd op de dag van het ongeluk de route van de vlucht 60 km naar het zuiden verlegd. Als dit niet was gebeurd, had het vliegtuig Lajes niet gehaald.